# Rodrigo Bertoni
Rodrigo Rocha Bertoni (Belo Horizonte, 1º dicembre 1978) è un allenatore di calcio a 5 ed ex giocatore di calcio a 5 brasiliano naturalizzato italiano, campione europeo con la nazionale italiana nel 2003.

## Biografia
Ha tre fratelli anch'essi giocatori di calcio a 5: i gemelli Romulo (centrale) e Christian (portiere) nati nel 1975 (con cui ha giocato ai tempi della Napoli Barrese) e il più giovane Edgar (universale classe 1981).

## Carriera
In possesso della doppia cittadinanza, il 20 gennaio 2001 ha esordito con la nazionale maschile di calcio a 5 dell'Italia nell'incontro amichevole vinto contro l'Argentina per 1-0. Con gli azzurri gioca i vittoriosi Europei del 2003 mentre l'anno successivo è nella rosa dell'Italia vice campione mondiale. Il 23 marzo 2002 mette a segno la sua prima rete in azzurro durante l'incontro con la Slovenia siglando il provvisorio 1-0.

## Palmarès

### Club
- Campionato di Serie A2: 1

Barrese: 2007-08
- Coppa Italia di Serie A2: 2

Napoli: 2004-05
Napoli S.M.S.: 2012-13
- Campionato di Serie B: 1

Canottieri Lazio: 2010-11
- Coppa Italia di Serie B: 1

Canottieri Lazio: 2010-11

### Nazionale
- Campionato d'Europa: 1

Italia: 2003